# Philippe Jourdain
 (mars 2012).
Si vous disposez d'ouvrages ou d'articles de référence ou si vous connaissez des sites web de qualité traitant du thème abordé ici, merci de compléter l'article en donnant les références utiles à sa vérifiabilité et en les liant à la section « Notes et références ».
 (avril 2022).
La mise en forme du texte ne suit pas les recommandations de Wikipédia : il faut le « wikifier ».
Les points d'amélioration suivants sont les cas les plus fréquents. Le détail des points à revoir est peut-être précisé sur la page de discussion.
- Les titres sont pré-formatés par le logiciel. Ils ne sont ni en capitales, ni en gras.
- Le texte ne doit pas être écrit en capitales (les noms de famille non plus), ni en gras, ni en italique, ni en « petit »…
- Le gras n'est utilisé que pour surligner le titre de l'article dans l'introduction, une seule fois.
- L'italique est rarement utilisé : mots en langue étrangère, titres d'œuvres, noms de bateaux, etc.
- Les citations ne sont pas en italique mais en corps de texte normal. Elles sont entourées par des guillemets français : « et ».
- Les listes à puces sont à éviter, des paragraphes rédigés étant largement préférés. Les tableaux sont à réserver à la présentation de données structurées (résultats, etc.).
- Les appels de note de bas de page (petits chiffres en exposant, introduits par l'outil «  Source ») sont à placer entre la fin de phrase et le point final[comme ça].
- Les liens internes (vers d'autres articles de Wikipédia) sont à choisir avec parcimonie. Créez des liens vers des articles approfondissant le sujet. Les termes génériques sans rapport avec le sujet sont à éviter, ainsi que les répétitions de liens vers un même terme.
- Les liens externes sont à placer uniquement dans une section « Liens externes », à la fin de l'article. Ces liens sont à choisir avec parcimonie suivant les règles définies. Si un lien sert de source à l'article, son insertion dans le texte est à faire par les notes de bas de page.
- La présentation des références doit suivre les conventions bibliographiques. Il est recommandé d'utiliser les modèles {{Ouvrage}}, {{Chapitre}}, {{Article}}, {{Lien web}} et/ou {{Bibliographie}}. Le mode d'édition visuel peut mettre en forme automatiquement les références.
- Insérer une infobox (cadre d'informations à droite) n'est pas obligatoire pour parachever la mise en page.

Pour une aide détaillée, merci de consulter Aide:Wikification.
Si vous pensez que ces points ont été résolus, vous pouvez retirer ce bandeau et améliorer la mise en forme d'un autre article.
Pour les articles homonymes, voir Jourdain (homonymie).

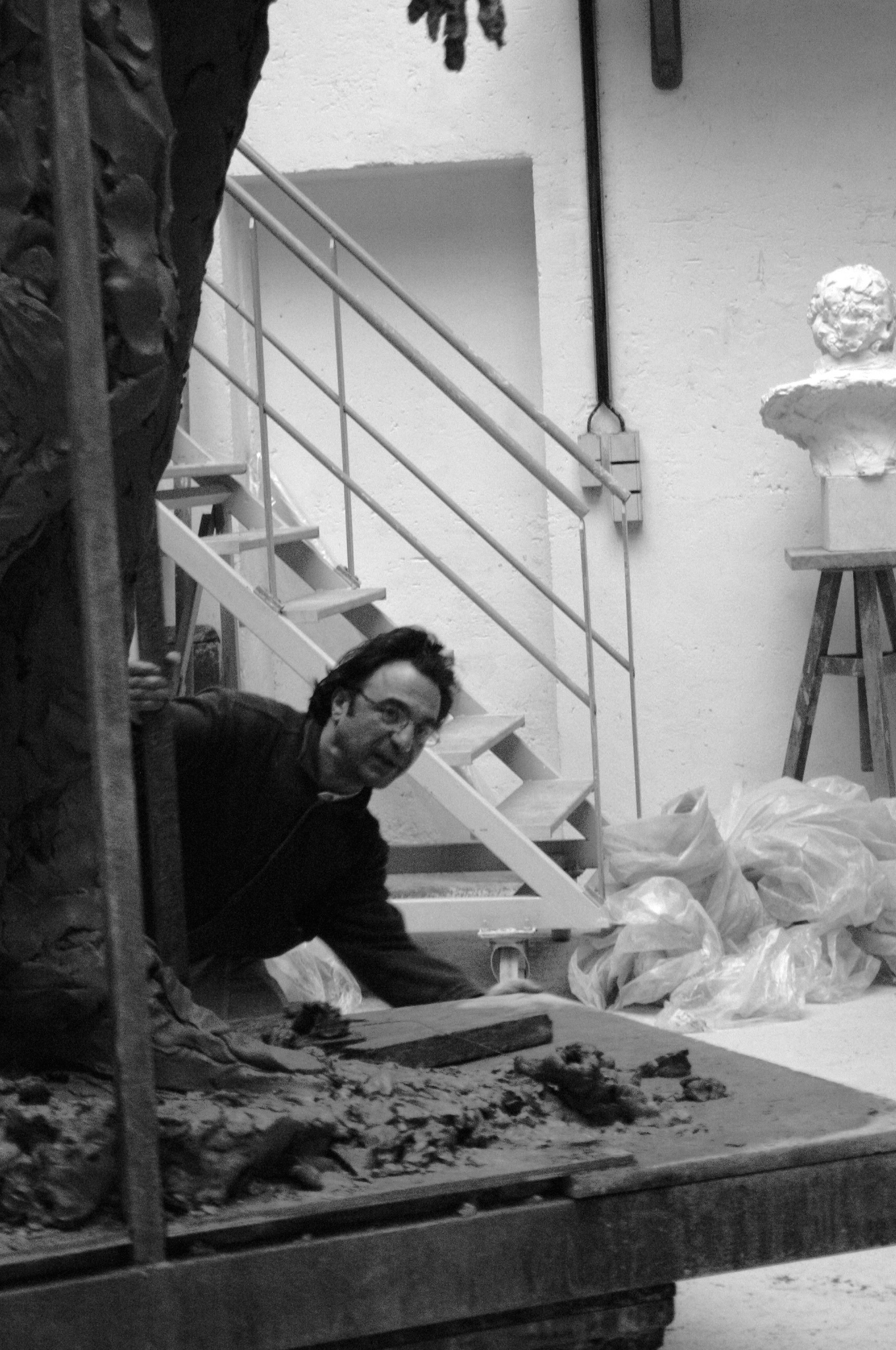
Le sculpteur Philippe Jourdain dans son atelier de Paris

Philippe Jourdain est un sculpteur né le 15 juillet 1960 à Reims dans la Marne.

## Biographie
C’est auprès de Jean Cardot et de Charles Auffret que Philippe Jourdain entame ses études à l’École nationale supérieure des Beaux-arts de Paris ; et à la suite de l’obtention de son diplôme, entre 1985 et 1986, il est pensionnaire de la Casa de Velázquez, 56e promotion.
Professeur aux Ateliers des Beaux Arts de la Ville de Paris Atelier no 35 atelier de modelage d’après modèle vivant
Philippe Jourdain est un artiste passionné par son art, et animé du désir d’aller au plus intime des émotions.
Sculpteur confirmé, il co-réalise comme premier praticien la sculpture en hommage au général de Gaulle, Rond-Point des Champs-Élysées-Clemenceau sur l'esplanade du Grand palais pour le compte de Jean Cardot.
Toujours comme premier praticien il co-réalise la sculpture en hommage à Sir Winston Churchill, inauguré en présence de sa majesté Élisabeth II et de Jacques Chirac, président de la République française, enfin également comme premier praticien il co-réalise la sculpture de Thomas Jefferson devant le Musée d'Orsay toujours pour sculpteur Jean Cardot.
Son maître est Jean Carton (1912-1988).
De 1985 à nos jours, son œuvre a été récompensée par de nombreux prix, parmi lesquels, le Grand Prix de portrait Paul Louis Weiller (1988), le Prix Paul Belmondo (1992), le Prix International d'Art contemporain de Monte-Carlo (Adagp) en 1999 et en 2013, le Prix de la Fondation Taylor.
En 1998, en tant que premier praticien du sculpteur Jean Cardot, il participe à l’exécution de l’œuvre monumentale de Sir Winston Churchill, inaugurée en présence de sa Majesté Élisabeth II et du Président Jacques Chirac.

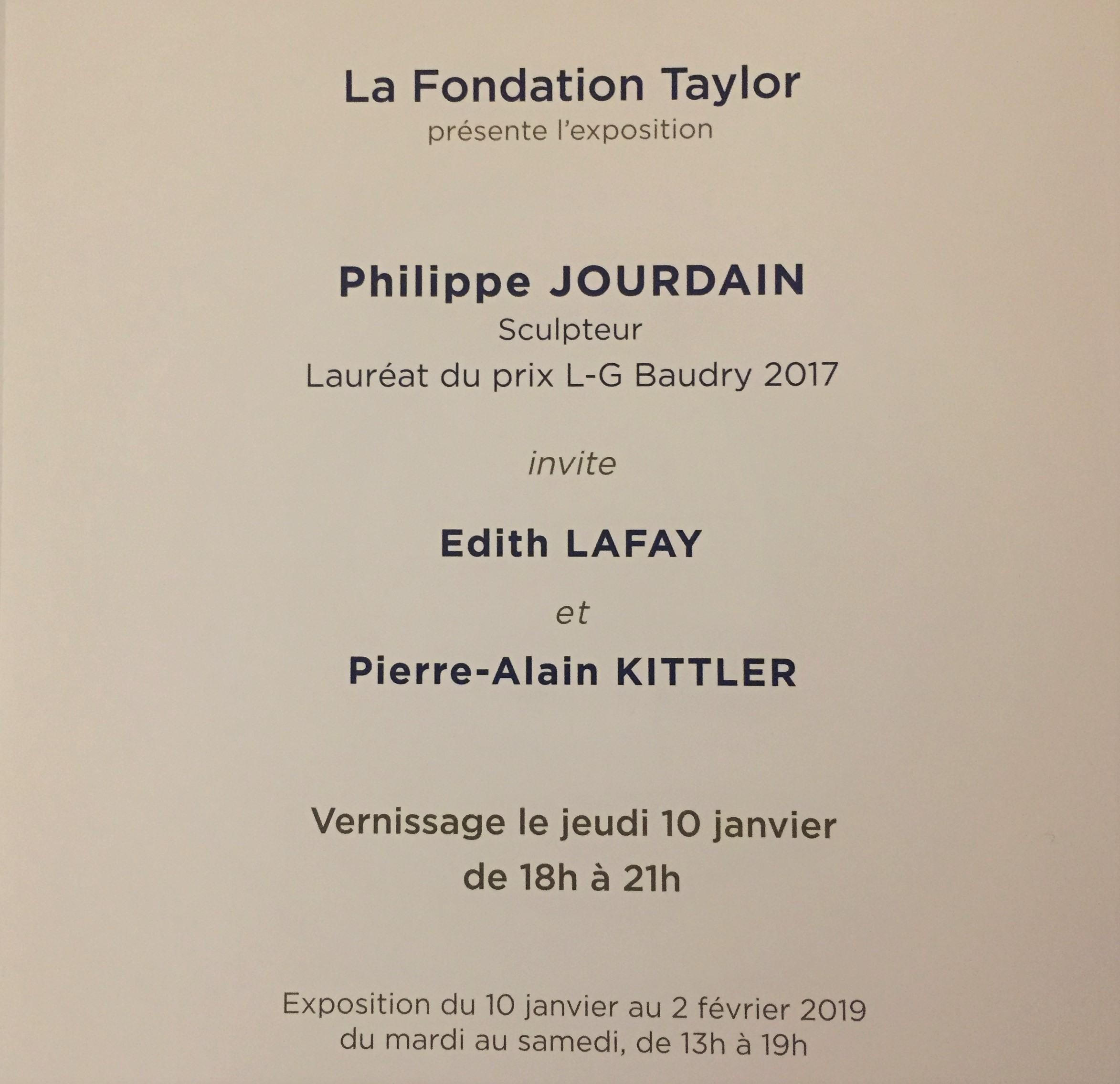
Affiche de la fondation Taylor

Toujours à ses côtés, il co-réalise la commande officielle pour la statue du Général de Gaulle, installée en 2000 au rond-point des Champs-Élysées et en 2006, celle de Thomas Jefferson sur le parvis du Musée d’Orsay.

## Récompenses
- 2019 : Prix de la fondation Taylor , lauréat 2017 du Grand Prix L. G. Baudry[3]
- 2013 : Prix de la fondation Taylor[4]
- 2008-2012 : 1er Praticien sur le monument consacré à Jacques Chaban Delmas de Jean Cardot
- 2007 : 1er Praticien sur le monument consacré à Thomas Jefferson de Jean Cardot
- 2001 : 1er Praticien sur le monument consacré au Général de Gaulle de  Jean Cardot
- 1999 : Prix international d’art contemporain de Monté Carlo (Prix de 	l‘ADAGP).
- 1998 : 1er Praticien sur le monument consacré à Winston Churchill de Jean Cardot
- 1998 : Prix Cino Del Ducas.
- 1997 : Prix Frederic de Carfort de la Fondation de France.
- 1995 : Prix Paul Ricard.
- 1992 : Prix Paul Belmondo.

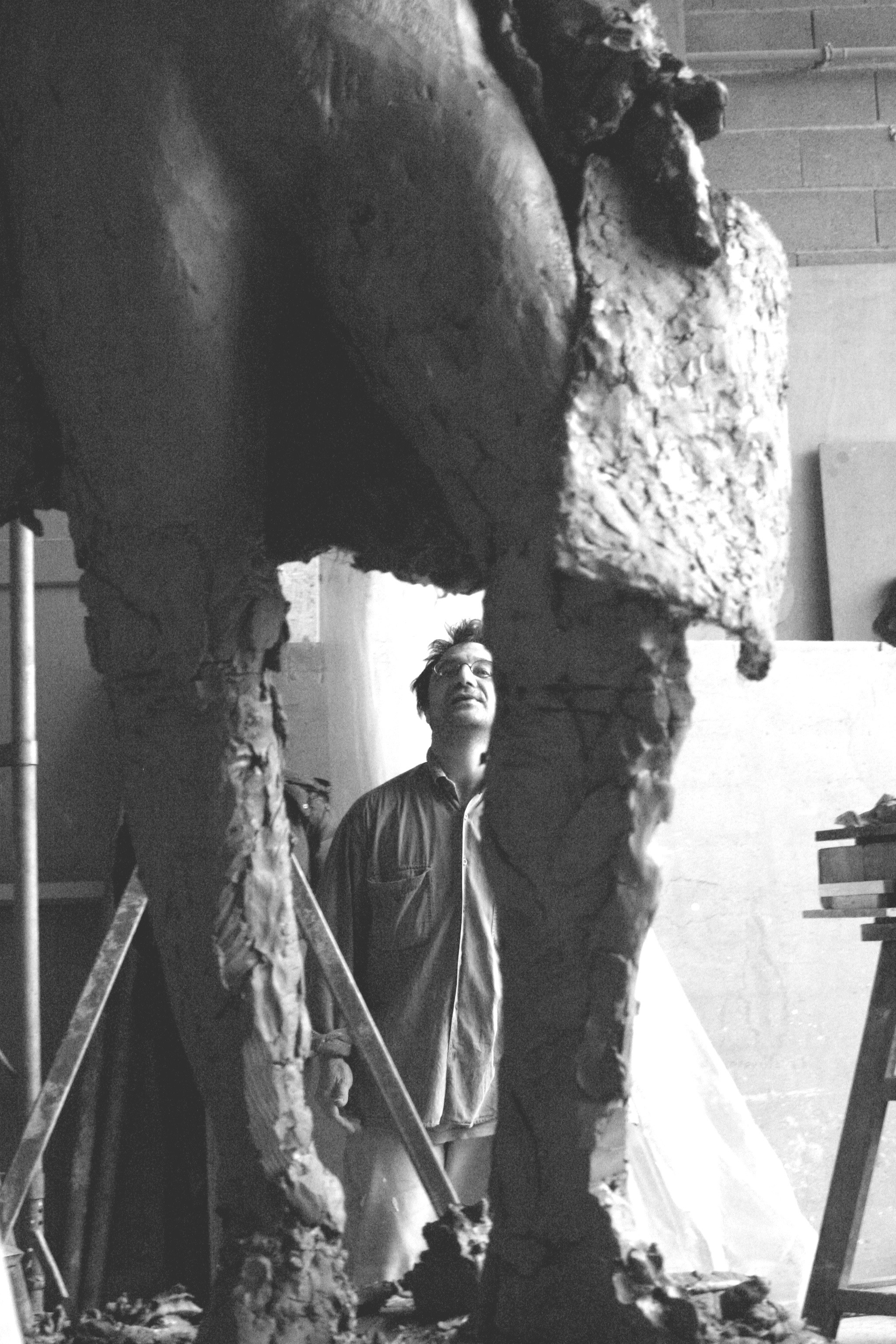
Philippe Jourdain au travail, dans l'atelier de la fondation Coubertin en tant que premier praticien

- 1990 : Mention spéciale grand Prix de Sculpture.
- 1988 : Grand Prix de portrait Louis Weller.
- 1985-1987 : Pensionnaire de la 56e promotion de la caza velazquez madrid[5],[6]
- 1984 : Prix Desprez.
- 1985-1983 : École nationale supérieure des beaux-arts de Paris. Atelier Jean Cardot.
- 1983-1976 : École régionale des beaux-arts de Reims.

## Expositions
- 1990 : Exposition particulière, office  du tourisme, Salon de Provence.
- 1989 : Sculpture	à Barbonval église de Barbonval (Aisne).
- 1988 : “3 Artistes, une église“ église de Barbonval (Aisne).

Acquisition d’œuvres par :
- La préfecture de L’Aisne
- Collection particulière de Paris

Nombreuses expositions en France et à l'étranger.